# Pray to God
"Pray to God" is een single van de Schotse DJ en muziekproducent Calvin Harris samen met de Amerikaanse band Haim. De single kwam uit op 6 maart 2015 en is de vijfde single van Harris' studioalbum Motion. De bijhorende videoclip kwam uit op 11 februari 2015 en is geregisseerd door Emil Nava.
De single haalde de tiende plek in de Australische hitlijsten, maar scoorde mager in de Verenigde Staten, waar "Pray to God" slechts een plek kon bemachtigen in de top 40.

## Tracklijst
| Nr. | Titel                                                                    | Duur |
| --- | ------------------------------------------------------------------------ | ---- |
| 1.  | Pray to God (met Haim (Calvin Harris vs. Mike Pickering Hacienda remix)) | 3:44 |

| Nr. | Titel                                                                    | Duur |
| --- | ------------------------------------------------------------------------ | ---- |
| 1.  | Pray to God (met Haim (Calvin Harris vs. Mike Pickering Hacienda remix)) | 7:33 |

| Nr. | Titel                                                                    | Duur |
| --- | ------------------------------------------------------------------------ | ---- |
| 1.  | Pray to God (met Haim (R3hab remix))                                     | 4:31 |
| 2.  | Pray to God (met Haim (Calvin Harris vs. Mike Pickering Hacienda remix)) | 3:43 |

## Hitnoteringen

### Nederlandse Top 40
| Hitnotering: 18-04-2015 t/m 30-05-2015 | Hitnotering: 18-04-2015 t/m 30-05-2015 | Hitnotering: 18-04-2015 t/m 30-05-2015 | Hitnotering: 18-04-2015 t/m 30-05-2015 | Hitnotering: 18-04-2015 t/m 30-05-2015 | Hitnotering: 18-04-2015 t/m 30-05-2015 | Hitnotering: 18-04-2015 t/m 30-05-2015 | Hitnotering: 18-04-2015 t/m 30-05-2015 | Hitnotering: 18-04-2015 t/m 30-05-2015 |
| Week:                                  | 1                                      | 2                                      | 3                                      | 4                                      | 5                                      | 6                                      | 7                                      |                                        |
| -------------------------------------- | -------------------------------------- | -------------------------------------- | -------------------------------------- | -------------------------------------- | -------------------------------------- | -------------------------------------- | -------------------------------------- | -------------------------------------- |
| Positie:                               | 34                                     | 31                                     | 25                                     | 27                                     | 32                                     | 39                                     | 40                                     | uit                                    |

### NederlandseSingle Top 100
| Hitnotering: 04-04-2015 t/m 06-06-2015 | Hitnotering: 04-04-2015 t/m 06-06-2015 | Hitnotering: 04-04-2015 t/m 06-06-2015 | Hitnotering: 04-04-2015 t/m 06-06-2015 | Hitnotering: 04-04-2015 t/m 06-06-2015 | Hitnotering: 04-04-2015 t/m 06-06-2015 | Hitnotering: 04-04-2015 t/m 06-06-2015 | Hitnotering: 04-04-2015 t/m 06-06-2015 | Hitnotering: 04-04-2015 t/m 06-06-2015 | Hitnotering: 04-04-2015 t/m 06-06-2015 | Hitnotering: 04-04-2015 t/m 06-06-2015 | Hitnotering: 04-04-2015 t/m 06-06-2015 |
| Week:                                  | 1                                      | 2                                      | 3                                      | 4                                      | 5                                      | 6                                      | 7                                      | 8                                      | 9                                      | 10                                     |                                        |
| -------------------------------------- | -------------------------------------- | -------------------------------------- | -------------------------------------- | -------------------------------------- | -------------------------------------- | -------------------------------------- | -------------------------------------- | -------------------------------------- | -------------------------------------- | -------------------------------------- | -------------------------------------- |
| Positie:                               | 87                                     | 71                                     | 72                                     | 61                                     | 63                                     | 64                                     | 59                                     | 62                                     | 68                                     | 77                                     | uit                                    |

### 3FM Mega Top 50
| Hitnotering: 11-04-2015 t/m 23-05-2015 | Hitnotering: 11-04-2015 t/m 23-05-2015 | Hitnotering: 11-04-2015 t/m 23-05-2015 | Hitnotering: 11-04-2015 t/m 23-05-2015 | Hitnotering: 11-04-2015 t/m 23-05-2015 | Hitnotering: 11-04-2015 t/m 23-05-2015 | Hitnotering: 11-04-2015 t/m 23-05-2015 | Hitnotering: 11-04-2015 t/m 23-05-2015 | Hitnotering: 11-04-2015 t/m 23-05-2015 |
| Week:                                  | 1                                      | 2                                      | 3                                      | 4                                      | 5                                      | 6                                      | 7                                      |                                        |
| -------------------------------------- | -------------------------------------- | -------------------------------------- | -------------------------------------- | -------------------------------------- | -------------------------------------- | -------------------------------------- | -------------------------------------- | -------------------------------------- |
| Positie:                               | 38                                     | 42                                     | 39                                     | 42                                     | 41                                     | 35                                     | 42                                     | uit                                    |

## Releasedata
| Land                | Releasedatum    | Formaat        | Label                             |
| ------------------- | --------------- | -------------- | --------------------------------- |
| Verenigd Koninkrijk | 2 februari 2015 | Radio          | Deconstruction, Fly Eye, Columbia |
| Ierland             | 6 maart 2015    | Muziekdownload | Deconstruction, Fly Eye, Columbia |
| Verenigd Koninkrijk | 9 maart 2015    | Muziekdownload | Deconstruction, Fly Eye, Columbia |
| Italië              | 27 maart 2015   | Radio          | Sony                              |
| Verenigde Staten    | 21 april 2015   | Radio          | Columbia                          |